# Напряжение сдвига

Сдвиговая деформация

Напряжение сдвига (или касательное напряжение) — механическое напряжение, которое возникает при деформации чистого сдвига. Свойство материала сопротивляться напряжению (деформации) сдвига называется модулем сдвига {\displaystyle G}.
Это напряжение можно выразить, как {\displaystyle \tau _{xy}=F/A}, где:
{\displaystyle F} — касательная сила;
{\displaystyle A} — площадь, на которую действует сила.
В международной системе единиц (СИ) напряжение сдвига измеряется в паскалях (на практике — в гигапаскалях).